# 前川堅市
前川 堅市（まえかわ けんいち、1902年1月7日 - 1965年3月19日）は、日本のフランス文学者、翻訳家。

## 略歴
京都府出身。第三高等学校を経て東京帝国大学卒業。文化学院教授から、1949年埼玉大学教授。スタンダールを専門とし、定年を前にした1965年、63歳で死去した。
子は英文学者の前川祐一。

## 編著
- 『三高歌集』（点林堂印刷所） 1922
- 『近代名作短篇集』（白水社） 1937

## 翻訳
- 『ノア・ノア』（ポール・ゴオガン、アルス） 1926、岩波文庫 1932 のち改版
- 『ハムレットの結婚』（サルマン、世界戯曲全集刊行会、「仏蘭西篇5」世界戯曲全集35） 1928
- 『アンドレ・デル・サルトオ』（ミュッセ、世界戯曲全集刊行会、「仏蘭西篇2」世界戯曲全集32） 1929
- 『明日といふ日のあるものかは』（エルヴュー、世界戯曲全集刊行会、「仏蘭西篇3」世界戯曲全集33） 1929
- 『恋愛論』（スタンダル、岩波文庫） 1931
- 『アルマンス』（スタンダール、春陽堂、世界名作文庫） 1932
- 『パルムの僧院』（スタンダアル、岩波文庫 上下） 1935 - 1937
- 『戦をやめた「メルモツト」』（バルザツク、河出書房、バルザツク全集14） 1935
- 『日記・書簡』（スタンダアル、河盛好蔵共訳、竹村書房、スタンダアル選集5） 1936
- 『ラエタ・アキリヤ / 赤い卵』（アナトオル・フランス、白水社、アナトオル・フランス短篇小説全集1） 1939
- 『シニョラ・キアラ / 海のキリスト』（アナトオル・フランス、白水社、アナトオル・フランス短篇小説全集4） 1939
- 『書簡』（プロスペル・メリメ、杉捷夫共訳、「メリメ全集6」河出書房） 1939
- 『ヴイナスの誕生』（ミユツセ、トッパン） 1949
- 『メリメ風流書簡』（メリメ、杉捷夫共訳、角川文庫） 1949
- 『ゴーガン私記：アヴァン・エ・アプレ』（ポール・ゴーガン、美術出版社、美術選書） 1970

## 参考
- 『日本人名大事典』